# Adrian Neaga
Adrian Constantin Neaga (* 4. Juni 1979 in Pitești, Kreis Argeș) ist ein ehemaliger rumänischer Fußballspieler und derzeitiger -trainer. Der Stürmer bestritt insgesamt 286 Spiele in der rumänischen Liga 1, der südkoreanischen K-League, der aserbaidschanischen Premyer Liqası und der ukrainischen Premjer-Liha. Im Jahr 2005 gewann er mit Steaua Bukarest die rumänische Meisterschaft.

## Spielerkarriere
Die Karriere von Adrian Neaga begann im Jahr 1997 in seiner Heimatstadt Pitești, als er in den Kader der ersten Mannschaft von FC Argeș Pitești aufrückte. Am 1. April 1998 kam er dort zu seinem ersten Einsatz in der Divizia A (heute Liga 1), der höchsten rumänischen Spielklasse. In seiner ersten Spielzeit kam er bei Argeș kaum zum Zuge. Kurz nach Beginn der Saison 1998/99 ließ er sich deshalb zum Lokalrivalen Dacia Pitești in die Divizia B ausleihen.
Nach Saisonende kehrte er zu Argeș zurück und konnte sich in der Saison 1999/2000 einen Stammplatz erobern. 2001 war er der erste Dopingfall im rumänischen Fußball, als er positiv auf Methenolon getestet wurde. Er wurde wegen formalen Gründen freigesprochen. Danach verließ Neaga den Verein und wechselte zu Steaua Bukarest. Mit Steaua spielte er zwar stets um die Meisterschaft mit, konnte diese aber nicht gewinnen. Im Sommer 2003 wechselte Neaga nach Saudi-Arabien zu Al-Nasr. Dieser Wechsel war nur von kurzer Dauer, denn schon nach 20 Tagen wurde er wieder entlassen und kehrte zu Steaua zurück. Die folgenden zwei Spielzeiten wurden zu den erfolgreichsten seiner Laufbahn. Zunächst erzielte er in der Saison 2003/04 mit 13 Treffern die beste Torquote seiner Karriere, in der Saison 2004/05 konnte er die rumänische Meisterschaft gewinnen und ins Achtelfinale des UEFA-Pokals einziehen.
Im Sommer 2005 wechselte Neaga nach Südkorea zu Chunnam Dragons in die K-League. Nach einem Jahr zog er zu Seongnam Ilhwa Chunma weiter, wo er im Jahr 2006 die südkoreanische Meisterschaft gewinnen konnte. Im Sommer 2007 kehrte er nach Rumänien zurück und unterschrieb erneut bei Steaua Bukarest. Nachdem er in der Saison 2008/09 in der Hinrunde kaum zum Einsatz gekommen war, wechselte er nach Aserbaidschan zu Neftçi Baku. Dort konnte er an seine frühere Torgefährlichkeit anknüpfen, nicht aber an frühere Erfolge. Im Sommer 2010 kehrte Neaga erneut nach Rumänien zurück und schloss sich Unirea Urziceni an, ehe er Ende August 2010 zum ukrainischen Erstligisten Wolyn Luzk wechselte. Dort kam er in der Saison 2010/11 nur auf vier Einsätze und kehrte im Sommer 2011 nach Rumänien zurück, wo er sich Aufsteiger CS Mioveni anschloss. Dort beendete er nach dem Abstieg 2012 am Jahresende seine aktive Laufbahn.

## Nationalmannschaft
Neaga bestritt sechs Spiele für die rumänische Fußballnationalmannschaft, ohne jedoch ein Tor erzielen zu können. Nach seinem Debüt gegen Algerien am 5. Dezember 2000 musste er bis zum Jahr 2004 auf weitere Einsätze warten. Sein letztes Länderspiel bestritt er am 17. November 2004 im Rahmen der Qualifikation zur Weltmeisterschaft 2006 gegen Armenien.

## Trainerkarriere
Anfang 2014 wurde Neaga Trainer von Atletic Bradu in der Liga III. Zu Beginn der Saison 2014/15 wurde er Cheftrainer von Ligakonkurrent ACS Urban Titu. Im Februar 2015 verließ er den Verein wieder und er heuerte bei Millenium Giarmata – ebenfalls in der Liga III – an. Im Sommer 2015 verpflichtete ihn SCM Argeșul Pitești, entließ ihn Anfang Oktober 2015 aber bereits wieder. Im Dezember 2015 wurde er Cheftrainer von CS Național Sebiș in der Liga III und blieb bis April 2016. Im August 2016 übernahm er abermals Atletic Bradu, verließ den Klub aber im Oktober 2016 bereits wieder, um Sportdirektor von ACS Poli Timișoara in der Liga 1 zu werden.

## Erfolge
- Rumänischer Meister: 2005
- Südkoreanischer Meister: 2006